# Cercle Molière
Pour les articles homonymes, voir Molière (homonymie).

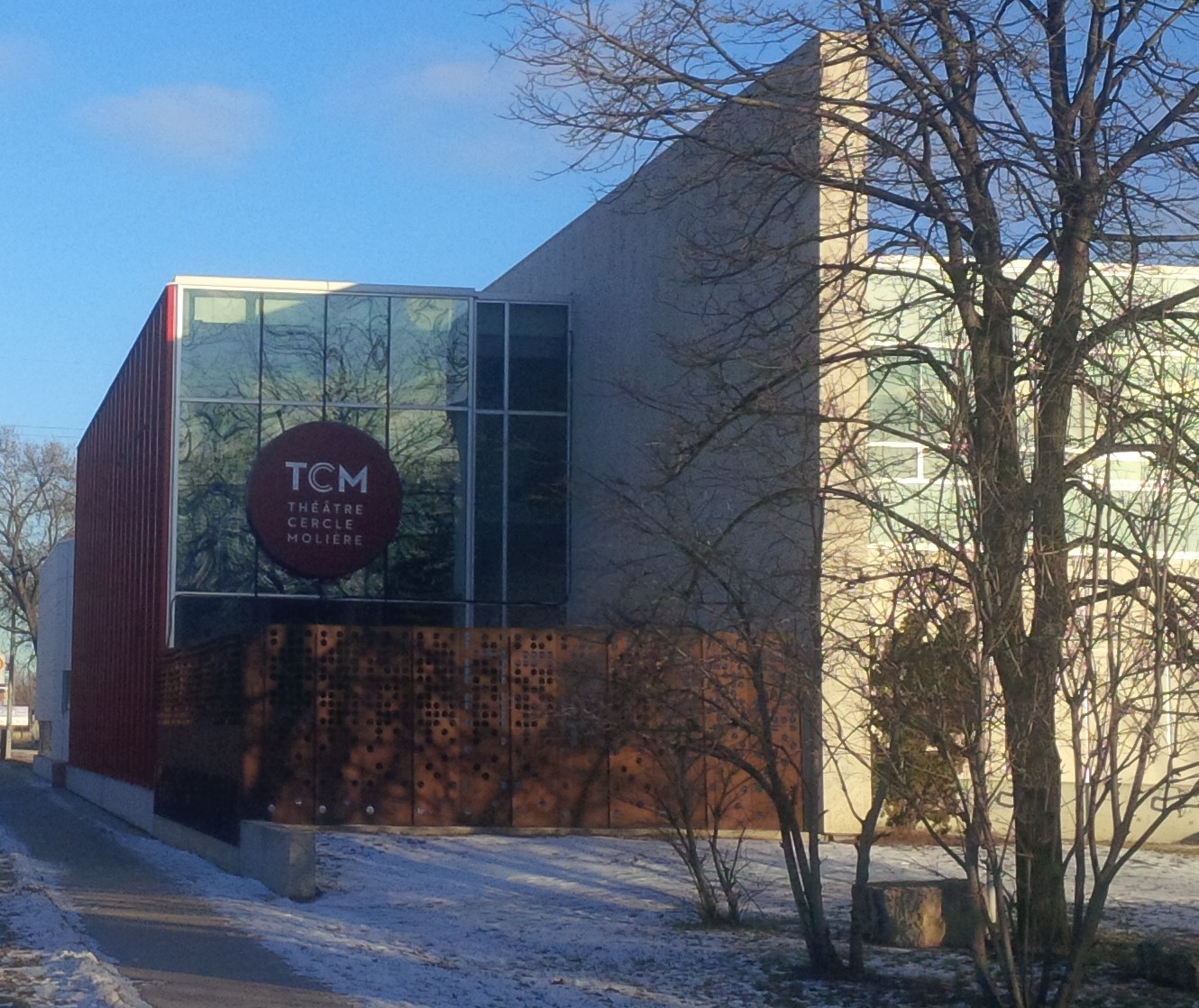
Théâtre Cercle Molière, basé à Saint-Boniface, faisant partie du complexe culturel CCFM.

Le Cercle Molière est la plus ancienne compagnie théâtrale permanente du Canada. Il fut fondé en 1925 dans la ville franco-manitobaine de Saint-Boniface et prit le nom de Molière en référence au célèbre écrivain et dramaturge français. Depuis sa création, le Cercle Molière joue sans interruption des pièces de théâtre en langue française, participant ainsi activement à la vitalité de la francophonie au Manitoba.

## Historique
Le Cercle Molière est la plus ancienne compagnie théâtrale permanente du Canada,,.
La troupe fut fondée en 1925 par trois hommes. Raymond Bernier, douanier, en fut un le premier secrétaire trésorier. André Castelein de la Lande, enseignant belge, en fut le premier directeur dramatique. Et Louis-Philippe Gagnon, Québécois établi à Saint-Boniface, libraire, en fut le premier président. L'objectif du groupe était de produire un théâtre de qualité reflétant la culture et les idées métropolitaines françaises pour un auditoire aussi bien anglophone que francophone, et tisser des liens entre les Canadiens de langue française et ceux de langue anglaise,.
La première pièce montée par le Cercle Molière, Le Monde où l'on s'ennuie d'Édouard Pailleron, est présentée le 25 avril 1925 au théâtre Dominion de Winnipeg,.
Arthur Boutal en fut le directeur de 1926 à 1941. Puis, sa femme, Pauline, lui succéda cette année-là. En 1968, Roland Mahé prit la succession de Pauline Boutal à la direction du Cercle Molière,. En 2012, le Cercle Molière a une nouvelle directrice artistique et générale en la personne de Geneviève Pelletier,.
En 1974, le Cercle Molière déménage au Centre culturel franco-manitobain, s'installant dans la salle Pauline-Boutal, inaugurée en 1975, qui contient 310 places. En 1997, il quitte la salle Pauline-Boutal pour s’installer dans le Théâtre de la Chapelle de Saint-Boniface,. Le 24 juin 2010, après une longue campagne de collecte de fonds, le Cercle Molière ouvre le tout nouveau Théâtre Cercle Molière, boulevard Provencher à Saint-Boniface.
De 1934 à 1974, le Cercle Molière a participé régulièrement aux Festivals de théâtre Dominion où il a remporté de nombreux prix pour plusieurs des meilleures pièces françaises, notamment Blanchette de Eugène Brieux (1934) ; Les Sœurs Guédonnec de Jean-Jacques Bernard (en 1936, une production qui comprenait l'auteure Gabrielle Roy dans la distribution) ; L'Avare de Molière (1950) et Les Fourberies de Scapin (1956). La troupe a joué une œuvre d'Alphonse Daudet, L'Arlésienne, dans une trentaine de villages francophones du Manitoba. En 1959, le Cercle Molière a été le premier théâtre amateur à recevoir une subvention du Conseil des Arts du Canada, permettant à la troupe de présenter son travail à l'extérieur de la province du Manitoba. Le Cercle Molière a effectué de nombreuses tournées dans les centres francophones de la Colombie-Britannique, de la Saskatchewan et de l'Alberta et a aussi voyagé à l'Est du Canada, et en 1974, il s'est rendu à Terre-Neuve,.
En 2006, le Cercle Molière reçoit le Prix du 3-juillet-1608.

## Activités
Chaque année, le Cercle Molière présente une nouvelle saison théâtrale avec plusieurs pièces de théâtre d'auteurs célèbres tels que Yasmina Reza, Florian Zeller ou Vahé Katcha.
Le Cercle Molière organise de nombreuses actions éducatives. Il est partenaire avec les établissements scolaires lors de leurs représentations de programme jeunesse adapté au jeune public, notamment dans les écoles avec le projet « De bouche à oreille ». Le Cercle Molière propose également la « Petite école de théâtre », qui dispense des formations théâtrales et des expériences dans divers genres théâtraux. Depuis 1970, la troupe est membre fondateur du festival de Théâtre Jeunesse de l'Ouest, qui initie les jeunes aux arts de la scène. Puis en 1985, le Cercle Molière crée le Théâtre du Grand Cercle, avec l'objectif de valoriser et de faire apprécier le théâtre auprès des jeunes et des adolescents,.